# Jonas Björkman
Jonas Lars Björkman (Alvesta, 23. ožujka 1972.) je švedski profesionalni tenisač, bivši svjetski broj 4 u pojedinačnoj konkurenciji, te svjetski broj 1 u parovima. Bjorkman se povukao iz profesionalnog tenisa nakon Tenis Masters Kup 2008. godine.
Dana 20. studenog 2006., zamijenio je Dicka Normana, te postao najstariji igrač među 100 najboljih igrača na ATP ljestvici u pojedinačnoj konkurenciji. 
Bjorkman je tijekom svoje karijere uspješno surađivao s partnerima: Janom Apellom, Jaccom Eltinghom, Nicklasem Kultiem, Maxom Mirnyiem, Patrickom Rafterom, Kevinom Ullyettom i Toddom Woodbridgem. Osvojio je 9 Grand Slam naslova u muškim parovima, te ukupno 54 turnira u parovima i 6 turnira u pojedinačnoj konkurenciji.

## ATP karijera

### Pojedinačno
| Legenda (pojedinačno)             |
| Grand Slam (0)                    |
| Tennis Masters Kup (0)            |
| ATP Masters serija (0)            |
| ATP Međunarodna zlatna serija (1) |
| ATP Turneja (5)                   |

| Ishod   | Rb. | Nadnevak            | Turnir                             | Podloga         | Finalist          | Rezultat                |
| ------- | --- | ------------------- | ---------------------------------- | --------------- | ----------------- | ----------------------- |
| poraz   | 1.  | 17. travnja 1995.   | Hong Kong, Kina                    | tvrda           | Michael Chang     | 3:6, 1:6                |
| pobjeda | 1.  | 5. siječnja 1997.   | Auckland, Novi Zeland              | tvrda           | Kenneth Carlsen   | 7:6(9:7), 6:0           |
| poraz   | 2.  | 5. svibnja 1997.    | Coral Springs, SAD                 | zemlja          | Jason Stoltenberg | 0:6, 6:2, 5:7           |
| pobjeda | 2.  | 11. kolovoza 1997.  | Indianapolis, SAD                  | tvrda           | Carlos Moyá       | 6:3, 7:6(7:3)           |
| poraz   | 3.  | 27. listopada 1997. | Pariz, Francuska                   | tapet (dvorana) | Pete Sampras      | 3:6, 6:4, 3:6, 1:6      |
| pobjeda | 3.  | 3. studenog 1997.   | Stockholm, Švedska                 | tvrda (dvorana) | Jan Siemerink     | 3:6, 7:6(7:5), 6:2, 6:4 |
| pobjeda | 4.  | 15. lipnja 1998.    | Nottingham, Ujedinjeno Kraljevstvo | trava           | Byron Black       | 6:3, 6:2                |
| pobjeda | 5.  | 17. lipnja 2002.    | Nottingham, Ujedinjeno Kraljevstvo | trava           | Wayne Arthurs     | 6:2, 6:7, 6:2           |
| poraz   | 4.  | 10. veljače 2003.   | Marseille, Francuska               | tvrda (dvorana) | Roger Federer     | 2:6, 6:7(6:8)           |
| pobjeda | 6.  | 26. rujna 2005.     | Ho Chi Minh, Vijetnam              | tapet (dvorana) | Radek Štěpánek    | 6:3, 7:6(7:4)           |
| poraz   | 5.  | 19. lipnja 2006.    | Nottingham, Ujedinjeno Kraljevstvo | trava           | Richard Gasquet   | 4:6, 3:6                |

## Vanjska poveznica
- Profil na ATP-u
- Službena stranica  Arhivirana inačica izvorne stranice od 3. prosinca 2008. (Wayback Machine)